# Victor Kristiansen
Victor Kristiansen, né le 16 décembre 2002 à Copenhague au Danemark, est un footballeur international danois qui évolue au poste d'arrière gauche à Leicester City.

## Biographie

### En club

#### FC Copenhague
Né à Copenhague au Danemark, Victor Kristiansen est formé par le FC Copenhague, club dont il rêve de porter les couleurs depuis son plus jeune âge. Il commence sa carrière professionnelle avec ce club, jouant son premier match le 4 novembre 2020, à l'occasion d'une rencontre de coupe du Danemark face au BK Avarta. Il entre en jeu à la place de Mohamed Daramy ce jour-là et son équipe s'impose par deux buts à un,. Quatre jours après ses 18 ans, le 20 décembre 2020, il signe un nouveau contrat, courant jusqu'en juin 2023. Kristiansen s'impose alors en équipe première, incitant son entraîneur Jess Thorup à réorganiser sa défense, ce dernier plaçant notamment l'habituel titulaire au poste d'arrière gauche, Nicolai Boilesen en défense centrale, en raison également de plusieurs absences. En mai 2021, Kristiansen est définitivement promu en équipe première.
Le 18 novembre 2021, Kristiansen prolonge son contrat, il est cette fois lié à son club formateur jusqu'en décembre 2025. En avril 2022, il est écarté des terrains en raison d'une blessure et est absent jusqu'à la fin de la saison.

#### Leicester City
Le 19 janvier 2023, Victor Kristiansen prend la direction de l'Angleterre afin de s'engager en faveur de Leicester City. Il signe un contrat courant jusqu'en juin 2028. 
Il ne peut empêcher la relégation de son équipe, Leicester City terminant à la 18e place du championnat à l'issue de la saison 2022-2023.

#### Prêt au Bologne FC
Le 30 août 2023, Victor Kristiansen rejoint le Bologne FC sous la forme d'un prêt d'une saison, avec option d'achat.
Titulaire lors de son premier match avec Bologne, le 2 septembre 2023 face au Cagliari Calcio en Serie A, le jeune danois est l'auteur d'une passe décisive sur l'égalisation de son équipe avant d'être impliqué sur le deuxième but des siens en étant l'auteur de la récupération du ballon (2-1 pour Bologne score final),.
Sous les ordres de Thiago Motta, Kristiansen participe activement à la qualification de son équipe pour la Ligue des champions cette saison-là, le club s'assurant la cinquième place qualificative pour la compétition. Il s'agit d'une première pour le club depuis 1964, Bologne n'avait par ailleurs plus participé à une coupe d'Europe depuis plus de 20 ans. 
Satisfait des prestations du joueur, Bologne souhaite le recruter définitivement à l'été 2024 mais l'option d'achat est jugée trop cher et le danois ne poursuit pas l'aventure avec le club italien.

#### Retour à Leicester
Après une saison réussie du côté de Bologne, Kristiansen retourne à Leicester, le club anglais faisant son retour en Premier League un an après avoir été relégué. Le latéral danois a une chance de réintégrer l'équipe avec le nouvel entraîneur Steve Cooper. Une opportunité qu'il saisit en étant régulièrement titularisé par le coach gallois, dans une équipe qui lutte pour son maintien.

### En sélection
Victor Kristiansen compte sept sélections avec l'équipe du Danemark des moins de 17 ans, obtenues entre 2018 et 2019.
Victor Kristiansen joue son premier match avec l'équipe du Danemark espoirs lors du championnat d'Europe espoirs 2021 face à l'Allemagne, le 31 mai 2021. Il est titulaire lors de cette rencontre et son équipe s'incline aux tirs au but.
Victor Kristiansen est convoqué avec l'équipe nationale du Danemark en mars 2023. Il doit finalement déclarer forfait en raison d'une blessure à la cheville. Rappelé en juin 2023 par le sélectionneur Kasper Hjulmand, Kristiansen honore finalement sa première sélection avec le Danemark le 19 juin 2023, contre la Slovénie. Il entre en jeu à la place de Jens Stryger Larsen et les deux équipes se neutralisent (1-1 score final).
Le 30 mai 2024, Kristiansen figure dans la liste des 26 joueurs danois retenus par Kasper Hjulmand pour participer à l'Euro 2024,.

## Statistiques
| Saison                | Club                  | Championnat           | Championnat | Championnat | Coupe(s) nationale(s) | Coupe(s) nationale(s) | Compétition(s) continentale(s) | Compétition(s) continentale(s) | Compétition(s) continentale(s) | Total | Total |
| Saison                | Club                  | Division              | M.          | B.          | M.                    | B.                    | Comp.                          | M.                             | B.                             | M.    | B.    |
| 2020-2021             | FC Copenhague         | Superligaen           | 15          | 0           | 1                     | 0                     | -                              | -                              | -                              | 16    | 0     |
| 2021-2022             | FC Copenhague         | Superligaen           | 21          | 0           | 1                     | 0                     | C4                             | 11                             | 0                              | 33    | 0     |
| 2022-2023             | FC Copenhague         | Superligaen           | 15          | 1           | 1                     | 0                     | C1                             | 8                              | 0                              | 24    | 1     |
| Sous-total            | Sous-total            | Sous-total            | 51          | 1           | 3                     | 0                     | -                              | 19                             | 0                              | 73    | 1     |
| 2022-2023             | Leicester City        | Premier League        | 12          | 0           | 2                     | 0                     | -                              | -                              | -                              | 14    | 0     |
| 2024-2025             | Leicester City        | Premier League        | 14          | 0           | -                     | -                     | -                              | -                              | -                              | 14    | 0     |
| Sous-total            | Sous-total            | Sous-total            | 26          | 0           | 2                     | 0                     | -                              | 0                              | 0                              | 28    | 0     |
| 2023-2024             | Bologne FC (prêt)     | Serie A               | 34          | 0           | 2                     | 0                     | -                              | -                              | -                              | 36    | 0     |
| Sous-total            | Sous-total            | Sous-total            | 34          | 0           | 2                     | 0                     | -                              | -                              | -                              | 36    | 0     |
| Total sur la carrière | Total sur la carrière | Total sur la carrière | 111         | 1           | 7                     | 0                     | -                              | 19                             | 0                              | 137   | 1     |

## Palmarès

### En club
FC Copenhague
- Championnat du Danemark (1) :
  - Champion : 2021-2022.